# Filozofická povídka
Filozofická povídka je literární žánr příbuzný filozofickému románu. Jeho zakladatelem a nejvýznačnějším autorem je francouzský filosof Voltaire, jehož povídky byly většinou kritického až satirického zaměření. Žánr byl založen Voltairovou povídkou Candide z roku 1759, která také zůstává nejvýznačnějším příkladem tohoto žánru. Za další významnou filozofickou povídku je považován Saint-Exupéryho Malý princ.
Nejdůležitějším znakem filozofické povídky je, že prezentuje či vysvětluje filozofické názory jejího autora. Často má kritické zaměření vůči myšlenkám autorova oponenta. Filozofická myšlenka je většinou prezentována jako úvaha (monolog) jedné z postav či součást dialogu více postav. Někdy je také podána jako praktický příklad filozofického názoru. Filozofické názory jsou většinou z oblasti etiky. 
Filozofická povídka se může prolínat s více žánry, k nejčastějším patří science fiction, utopie nebo antiutopie. Jedná se o velmi častý žánr, protože ve většině literárních děl se projevují filozofické názory autora a řada autorů také píše záměrně literární díla, v nichž své názory prezentuje.